# Zweidlen
Zweidlen är en ort i kommunen Glattfelden i kantonen Zürich i Schweiz. Den ligger cirka 22 kilometer nordväst om centrala Zürich. Orten har cirka 942 invånare (2021). Cirka 1,5 kilometer från Zweidlen ligger stationssamhället Zweidlen-Station med järnvägsstationen Zweidlen.